# ニューヨーク・ダダ
ニューヨーク・ダダ（英: New York Dada）とは、ニューヨークにて、1910年代半ばに起こったダダのことをいう。同時期に、ヨーロッパのチューリヒ等で起こったダダと対応しているが、その発生は独立したものであり、ダダ的な思想を持っていたが、意識的・集団的なものではなかった。

## 歴史
中心メンバーには、1913年のアーモリー・ショーののちにフランスから渡米し、そのままアメリカに居住したマルセル・デュシャンがいた。
- マルセル・デュシャン（Marcel Duchamp; 1887年-1968年）[1][2][3]。

他に
- マン・レイ (Man Ray; 1890年-1976年)[4]
- フランシス・ピカビア (Francis Picabia; 1879年-1953年)

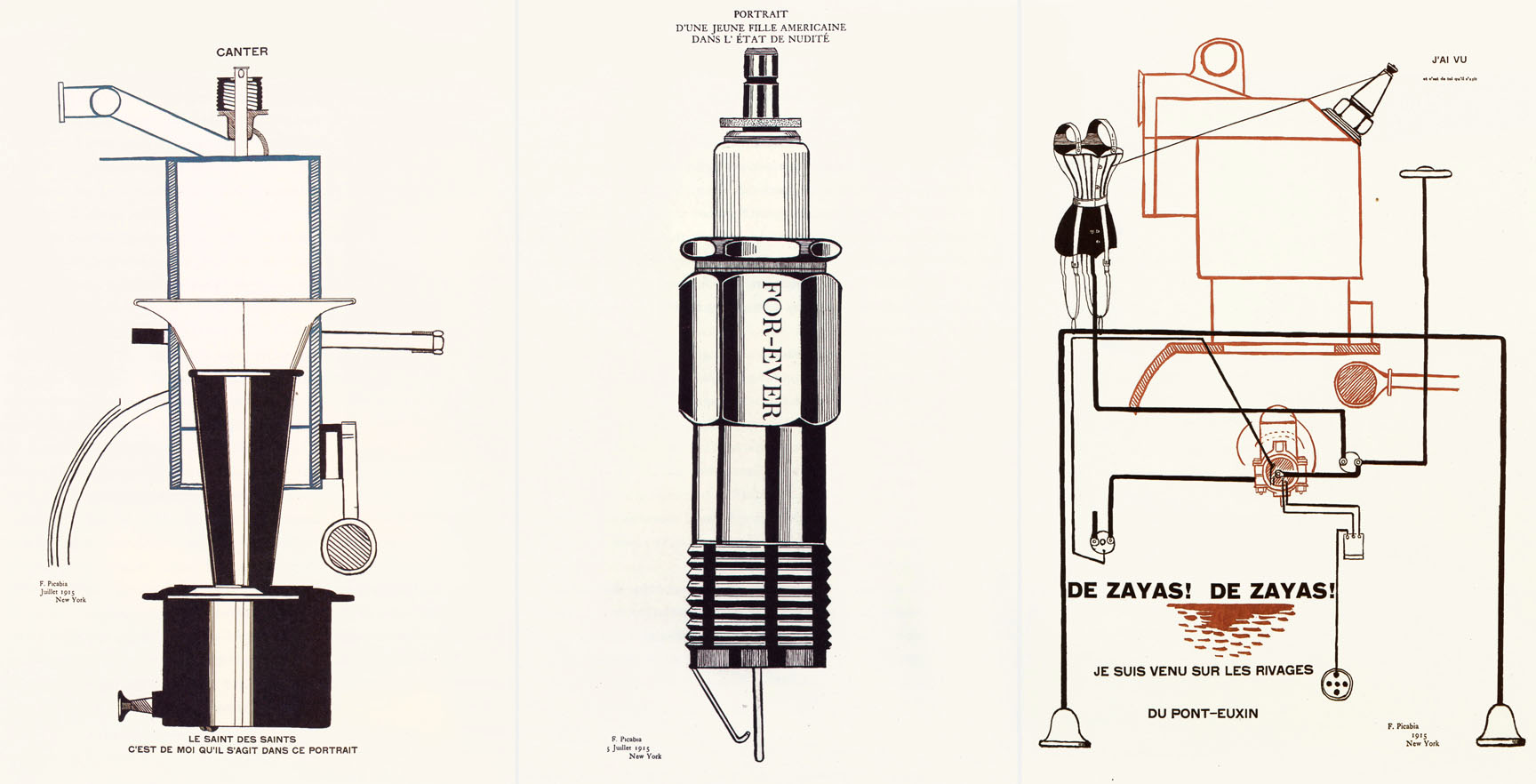
フランシス・ピカビア作(左) 「Le saint des saints c'est de moi qu'il s'agit dans ce portrait, 1 July 1915;」 (中)「Portrait d'une jeune fille américaine dans l'état de nudité, 5 July 1915:」 (右) 「J'ai vu et c'est de toi qu'il s'agit, De Zayas! De Zayas! Je suis venu sur les rivages du Pont-Euxin, New York, 1915」

がいる。さらに、アメリカ出身の美術家としては、
- モートン・シャンバーグ（Morton Livingston Schamberg, 1881年-1918年）

がいた。
デュシャンの作品としては、レディ・メイドが、ニューヨーク・ダダを象徴する作品である。世の中一般ではなく、とりわけ、自分がかかわっている芸術そのものを、高貴な場所から引きずりおろし、皮肉り「知的に冷笑する」というその態度は、既成の価値や概念を否定する（ひいては自己否定にまで向かう）ダダの典型である。
また、「アメリカ合衆国」という観点から見ると、主要なメンバー３人のうちマルセル・デュシャンとフランシス・ピカビアの2人がアメリカの出身ではなく、残りのマン・レイもアメリカ合衆国出身ではあるものの両親はユダヤ系（スラブ地域）であり、思想的にヨーロッパ由来の運動という色彩がある。
なお、ニューヨーク・ダダは、パリのダダと異なり、シュルレアリスムに向かわなかったという特徴をもっている。